# جورج غوردون بايرون
جورج غوردون بايرون، سادس بارون بايرون أو اللورد بايرون (Lord Byron؛ 22 يناير 1788 في إنجلترا - 19 أبريل 1824 في اليونان) شاعر بريطاني من رواد الشعر الرومانسي. كانت قصائده تعكس معتقداته وخبرته. شعره تارة ما يكون عنيفاً وتارة أخرى رقيقاً، وتتصف قصائده في أغلب الأحيان بالغرابة. يصر اللورد بايرون على حرية الشعوب وكان من أبرز رواد الفلهيلينية.
حين انتشر خبر وفاة اللورد بايرون عم حزين شديد وحداد عام على القارة العجوز. ولخص تلك المناسبة الفرنسي الكبير فيكتور هيغو قائلا حينها: أعلنوا خبر وفاة بايرون، شعرنا وكأنهم نزعوا جانبا من مستقبلنا. في صحيفة الكاتب كتب دوستويفسكي: كانت البايرونية ظاهرة كبيرة ومقدسة، تشكل ضرورة لحياة الشعب الأوروبي، وربما لحياة الإنسانية جمعاء، لقد ظهرت البايرونية في لحظة من الحزن العميق، لحظة الخيبة واليأس، فقد تحطمت الرموز القديمة، لتظهر في تلك اللحظة عبقرية كبيرة وقوية. شاعر مشوق، أشعاره مرآة لحزن الإنسانية حينذاك بكل تجلياته، إنها قريحة شعرية جديدة غير متوقعة، قريحة الحزن والانتقام واليأس والأسى، وامتد الفكر البايروني كما النار في الهشيم ليشمل الإنسانية جمعاء ودوّى صداه، بحيث أي عبقرية أو أي قلب نبيل، لم يستطيعا الإفلات من الوهج البايروني.
قبل الدخول في تفاصيل حياة الشاعر اللورد جورج بايرون وما يمثله من قيمة أدبية في أوروبا، يجب معرفة العصر الذي عاش فيه - عصر الرومانسية - والفلسفة التي قام عليها هذا العصر. تميز هذا العصر بأنه عصر أول ثورة للشباب في أوروبا! تم إعطاء الأولوية فيه للبديهة، والخيال، والإلهام، بالإضافة إلى أساليب النزعة الذاتية في طريقة تصوير العالم، ولفت الانتباه إلى عالم الشرق. وأُعطي الفن فيها مكانة خاصة كوسيلة للمعرفة، حتى أصبح الفنان يستطيع أن يمرر شيئاً لا يستطيع الفيلسوف التعبير عنه كما يردد الرومانسيين.
بزغت ملامح هذا العصر احتجاجاً على الفلسفة القائمة آنذاك، والسلطة المطلقة للعقل في عصر التنوير الأوربي، مع بداية القرن الثامن عشر من تاريخ الثورة الفرنسية الكبرى، وأما نهاية هذا العصر فجاءت مع «ربيع الشعوب». وجد الشباب أنفسهم في هذا العصر مقيدين بحدود رهيبة بسبب العقل، وبحاجة إلى هواء نقي يبعد عنهم هذه الفلسفة، وأن يقوموا بكل أشكال التجارب، وأن يفلتوا من العالم بالهرب إلى الحلم، وبعيداً عن الواقع. الكثير من الشباب الرومانسيين يعتبرون أنفسهم ورثة الفيلسوف الألماني الكبير إيمانويل كانط. أوضح كانت أن هناك حدوداً لما يمكن للعقل أن يعرفه عن الشيء بذاته، مما يعني أن كل شخص يستطيع أن يعيد تحديد علاقته بالعالم على هواه، وأن يعطي تفسيره الخاص للواقع والحقيقي. وجاء الرومانسيون ليبالغوا في ممارسة «عبادة الأنا» هذه، مما أدى إلى فكرة العبقرية الفنية كجوهر للروح الرومانسي. ومثال ذلك بيتهوفن.. فموسيقاه تترجم عواطف ورغبات الكائن البشري. وهو يتصدى بذلك لكبار موسيقي عصر الباروك مثل باخ وهاندل اللذين ألفا موسيقاهما لتمجيد الله، وبناءً على قواعد محددة ودقيقة. ظهرت في هذا العصر مصطلحات جديدة لم تكن موجودة مسبقاً في العصر السابق للرومانسية، مثل الشعور والخيال والتجربة والحنين. واعتُبر الفراغ مثل العبقرية، والكسل فضيلة الرومانسية. يقول الشاعر الإنجليزي كوليردج في قصيدة تمثل جوهر العصر الرومانسي:
وإذا كنت نائماً؟
وإذا حلمت في نومك؟
وإذا ما ذهبت، في حلمك، إلى السماء،
تقطف زهرة جميلة وغريبة
وإذا ما وجدت الزهرة في يدك بعد استيقاظك
فماذا تقول؟
هذا الحنين، والبحث عن شيء بعيد ومستعص في القصيدة تمثل الميزة الذهنية للرومانسية. كان ثمة حنين للمراحل السابقة المنتهية أو عصور التنوير، كما أراد الرومانسيون تتبع آثار ثقافات أكثر بعداً، مثل الثقافة والروحانيات الشرقية. وكان الليل يجتذبهم ومثله أضواء الغسق والأطلال وما فوق الطبيعة، وكل الظواهر الليلية للوجود. وهذا ما ينطبق على حياة وترحال جورج بايرون. كان ذا اتجاه فكري يعتمد على التفكير الحر المطلق حتى وإن خالف المسلمات، وهذه خطوة تحرر قد تمزق قيود الدين الأولى. مولعاً بالشرق وما تمثله من روحانية لدرجة الجنون. حتى أقام فترة من عمره في ألبانيا وذهب إلى أسطنبول، وتجلى السحر الشرقي في قصائده، حيث وصفه وصوره في شعره، كما في الأنشودة الأولى لأسفار شيلد هارولد. ومن أشهر صور بايرون هي رسمته التي يبدو فيها مرتدياً ملابس شرقية معتما بعمامة، فارداً شاربيه كالأتراك.

## سيرة
ولد اللورد بايرون في مدينة لندن بإنجلترا في 22 يناير 1788، وعاش حياته في اسكتلندا. حينما أصبح في سن السادسة عشر، حصل على لقب «اللورد»، ثم انتقل إلى إنجلترا ودرس في جامعة كمبردج. في عام 1807 انتهى من أول كتاب شعر له وكان اسمه «ساعات الكسل» (بالإنجليزية: Hours of Idleness). في السنين التالية أخذ يتجول في أوروبا الشرقية، وفي عام 1812 قام بأول نشر لكتابه الشعري «رحلة تشايلد هارولد» (بالإنجليزية: Childe Harold's Pilgrimage). تلى ذلك عدد من الأعمال أبرزها: «عروس أبيدوس» (The Bride of Abydos)، و«القرصان» (The Corsair). في عام 1815 تزوج آن إيزابلا ملبانك وأنجبا آدا لوفلايس. غادر اللورد بايرون إلى إيطاليا في عام 1816، وكتب أعمال منها: «مانفرد» (Manfred)، و«قايين» (Cain)، و«دون جوان» (Don Juan) الذي لم يكمله بسبب وفاته في عام 1824 أثناء حرب استقلال اليونان.
اللورد جورج بايرون (1788 - 1824م). أشهر الشعراء الرومانسيين الإنجليز، والأديب الرومانسي الوحيد الذي تمتع بالشهرة في حياته، وتمت له أيضاً بعد مماته. ينتمي لطبقة النبلاء الغنية المرفهة، عاش حياته راغدة منعمة. وهنا يختلف عن غيره من معظم الأدباء الإنجليز المعاصرين الذين عاشوا حياة البؤس والشقاء كما انعكس ذلك على أدبهم ونصوصهم. ولد في لندن إلا أنه عاش معظم سنواته العشر الأولى مع أمه في اسكتلندا بعد وفاة والده، فأساءت إليه بكثرة تدليلها له، وتعنيفه إياه إلى درجة تعييره بالعاهة التي ولد بها. ورث لقب «لورد» وهو في سن العاشرة، كان عاطفياً ومتألقاً من الناحية العقلية لكنه لم يكن مستقراً حتى قال الشاعر الألماني الكبير غوته «في لحظة من اللحظات يصبح بايرون طفلا». في سن العشرين من عمره قرأ الفلسفة، فأحب سبينوزا وفضل عليه هيوم، وأعلن شكه في كل شيء، مع عدم نكرانه أي شيء ! لم يكن ميالا للديموقراطية فلم يكن يثق في الجماهير وكان يخشى أن تؤدي الثورة إلى دكتاتورية أسوأ من دكتاتورية الملك أو البرلمان، وكان يرى بعض المزايا في حكم الأرستقراطيين بالمولد ويتطلع إلى أرستقراطية نظيفة عاقلة مدربة تتسم بالكفاءة. تغيرت نظرته لنابليون مع مرور الأحداث، فنابليون الذي توج نفسه إمبراطوراً وسلح نفسه بالألقاب، رآه بايرون خير صيغة وسطية بين الملوك والجماهير. كان يحبه بشكل كبير إلى درجة أنه يدعو أن ينتصر نابليون على كل ملوك أوروبا، وعندما سمع بموته حزن حزناً شديداً حتى قال في الأسفار «لقد كانت الإطاحة به سهماً أصاب رأسي فمنذ مات أصبحنا عبيداً للأغبياء»
دخل مجلس اللوردات في سن الحادية والعشرين، غير أنه قوبل مقابلة باردة أثرت في نفسه، إلى درجة أنه عزم على الرحيل من إنجلترا. فغادرها بعد أيام قليلة من دخوله المجلس، وهنا بدأ عهد التنقل، إذ ارتحل أولاً إلى أسبانيا، ومن ثم إلى اليونان وألبانيا التي وصفها في النشيدين الأول والثاني من أسفار شيلد هارولد. ثم سافر إلى تركيا، وأقام في إسطنبول فترة من حياته، حتى تحدث عنها في ملحمته الكبيرة «دون جوان». حياته الحافلة بالمغامرات الطائشة لا تقل جنوناً عن شعره، حيث أنه افترق عن زوجته بعد الشائعات التي راجت في إنجلترا عن ارتكابه مُحرماً مع أخته غير الشقيقة أوغستا ليف، وعلى أثرها غادر بايرون إنجلترا نهائياً في عام 1816م. وعندما أدانه المجتمع الإنجليزي لإطلاقه العنان لشهواته أو لفشله في إخفائها، أعلن الحرب على النفاق الإنجليزي أو بعبارة أخرى تظاهر الإنجليز بالفضيلة، وراح يهجو الطبقات العليا المكونة من قبيلتين قويتين وأدان استغلال أصحاب المصانع للعمال، بل ودعا أحيانا للثورة:
يحمي الله الملك والملوك
لأنه إن لم يفعل، أشك أن يستمر البشر!
أظن أنني أسمع طائراً صغيرا يغني قائلاً:
سيغدو الشعب - عما قريب - أقوى
وكذا سواد الناس
الكل أخيراً سيتخلى عن العمل الزائف
سأكون سعيداً إذا لم أدرك هذه الثورة
فيمكنني وحدي أن أنقذ العالم من دنس جهنم
بعد رحيلة عن إنجلترا للأبد، غادر إلى بلجيكا وزار ساحات القتل فيها، ثم مضى إلى جنوب ألمانيا، حيث سحرته مناظر الرين الرائعة، وذكرها في نشيده الثالث من أسفار شيلد هارولد. ثم سافر إلى إيطاليا، وفيها أمضى حياة مطلقة من كل قيد، فيها من العربدة والمجون ما لا يذكر. وشارك في الحياة السياسية الإيطالية كراديكالي متطرف ضد الهوج، لأنه يميل إلى الجمهورية ضد الملكية القائمة آنذاك. هاجر أخيراً إلى اليونان بعد حياة صاخبة في إيطاليا، وشارك مع اليونانيين في الحرب القائمة مع الأتراك، غير أن الحالة الصحية في مدينة مسولنجي اليونانية كانت سيئة، فأصيب بالحمى وتوفي فيها عام 1824 في سبيل وطن غير وطنه !

## أعماله الأدبية
صدر أول ديوان شعري لبايرون باسم «ساعات الكسل», غير أنه هوجم في مجلة أدنبره هجوماً قاسياً، فرد على هذا الهجوم بقصيدة كبيرة أطلق عليها اسم «الشعراء الإنجليز والنقاد الإسكتلنديون» هاجم فيها كل الشعراء والنقاد الذين انتقدوا ديوانه! ثم تتابعت أعماله مثل الجاوور، وعروس أبيدوس، ولارا، وحصار كورنثه، وفالبيرو دوق البندقية، والسماء والأرض، والقرصان، والكثير من المسرحيات التي لم تكتمل، لكن يجب الإشارة والحديث عن أهم أعماله على الإطلاق ونقطة الانطلاق الحقيقة لبايرون. وهي أسفار شيلد هارولد، وملحمة دون جوان الهجائية.

### أسفار شيلد هارولد
من مقدمة الكتاب «الكون سفر لم يقرأ منه غير الصفحة الأولى من لم ير إلا وطنه، وأنا قد تصفحت منه قدراً وافراً، فوجدته رديئاً تافهاً، ولكن هذا الامتحان لم يكن عقيماً، فقد كنت أبغضت وطني، ولكن ألوان العنت التي سامتني إياها مختلف الشعوب التي عشت بين ظهرانيها هدتني إلى محبة هذا الوطن، فإذا كنت لم أظفر من أسفاري إلا بهذه الفائدة وحدها، فكفى هذا كي لا آسف على ما حمّلتني هذه الأسفار من متاعب ونفقات»
نشر بايرون بعد عودته الأولى إلى إنجلترا في عام 1812م، النشيدين الأول والثاني من «أسفار شيلد هارولد» فلقي رواجاً هائلاً، وسطع اسمه في سماء الشعر الإنجليزي حتى قال «لقد استيقظت ذات صباح فوجدت نفسي مشهوراً». بدأ لورد بايرون كتابة هذه القصيدة المكونة من مقطوعات سبنسرية في ألبانيا عام 1808م أما النشيد الثالث فقد ظهر عام 1816م والرابع في 1818م. ترمي القصيدة إلى تصوير أسفار وأفكار رحلة إنسان يبحث عن السلوى في البلاد الأجنبية بعد أن ملأه الملل والاشمئزاز من حياةٍ كلها عربدة. تم ترجمة هذا العمل الكبير بواسطة المفكر القدير عبد الرحمن بدوي، وفيه يقول بدوي عن بايرون بما معناه أنه كان فريسة لوجدانات عنيفة نثرت في طريقه الخراب والشقاء، ولم تترك لأجمل عواطفه غير اضطراب باطن وأفكار قاسية تستثيرها حياة عاصفة مضطربة، ولكنه كان من الكبرياء والبطء في الإدانة بحيث ألقى نصف المسؤولية على الطبيعة.

### ملحمة دون جوان
"ليكن نوراً " قال الله، فكان نوراً"
"ليكن دماء " قال الإنسان، فكان بحراً من الدماء"
دون جوان، جورج بايرون، نشيد 7- مقطع 4
قبل الحديث عن هذه الملحمة يجب التعريف بهذا الدون جوان، الشخصية الأسطورية في التراث الأسباني، زير النساء الذي أصبح اسمه مرادفاً لمن يمتهن إغواء النساء والإيقاع بهن. دون جوان تينوريو ابن أحد نبلاء اشبيليا، ذات يوم أثناء زيارته لقصر حاكم مدينة البندقية يشاهد الدوقة إيزابيلا ويقع في غرامها، ويقرر في نفسه أن يحظى بها، وهو يعلم أنها مخطوبة إلى الدوق أوكتافيو، بمكر ودهاء يتنكر في صورة ذلك الدوق ويتسلل ليلاً إلى مخدعها، لكنها تكتشف أثناء رحيله عنها تلك الخدعة وتعمد إلى الصراخ والعويل، ولكن دون جوان يتمكن من الفرار بمساعدة عمه الذي كان يعمل سفيراً في القصر الملكي، ولا تجد الدوقة مخرجاً من الفضيحة وستراً لعارها إلا أن تعلن أن خطيبها الدوق أوكتافيو هو الذي زارها في المخدع فيأمر الملك بالقبض على الاثنين. ولكن الدوق ينجح في الهرب، أما دون جوان فإن سفينته تتحطم أثناء عودته إلى إشبيلية وتلقي به حتى يصل إلى البر، حيث ترعاه فتاة جميلة تعمل بصيد السمك تدعي تسيبا، وتقع في غرامه، ويعدها دون جوان بالزواج ويقضي معها ليلة واحدة ثم يعود إلى إشبيليا، وفي قصر الملك ألفونصو ملك قشتالة يقابل دون جوان خطيب الدوقة أوكتافيو الذي كان قد لجأ الي القصر دون أن يعرف أن دون جوان هو الذي خدع ايزابيلا، لكن الملك ألفونصو يعرف بالأمر ويقرر أن تأخذ العدالة مجراها فيصدر حكماً بتزويج جوان من إيزابيلا حالما يحضرها الجنود من نابولي وأن ينفي دون جوان الي ليبريخال حتي يتم الزواج، وعوض أوكتافيو عن إيزابيلا بالزواج من إحدى بنات الأشراف وهي دونا إيما. في الطريق إلى المنفى مر دون جوان بحفل زفاف ريفي، فيقرر الدخول وسط المدعوين حتى وصل إلى العروس، وخدعها بكلامه المعسول حتى فعل ما يتمناه، ثم فر عائداً إلى إشبيلية وعندما يصل الي بلده يتم افتضاح أمره عبر العديد من تداعيات الأحداث. كانت هذه الأسطورة ملهمة للكثير من الأدباء والفنانيين، وتم تجسيدها في أعمال كثيرة من المسرح والموسيقى إلى الشعر والرواية، وفي السينما كذلك. جسد دور دون جوان جوني ديب في فيلم " Don Juan DeMarco "
وعلى هذه الأسطورة بنى اللورد بايرون ملحمته الساخرة «دون جوان» التي تعتبر من أشهر أعماله. تتألف هذه الملحمة من 16 ألف و 64 بيتاً في ستة عشر نشيداً. صنع اللورد بايرون في هذه الملحمة بطلاً ملحمياً من شخصية أسطورية، لها نقاط ضعف تذهب به إلى تقاليد الملحمة الهزلية، وتخرج به عن تقاليد الملحمة الكلاسيكية. أهم العناصر في هذه الملحمة تتمثل في الأسلوب الذي يحكي بايرون به القصة، حيث يتغير بصفة مستمرة، متراوحًا بين القوة والرقة، وجامعًا بين السخرية والاستهزاء بالذات والثقة بالنفس. معبراً عن غضبه - أي بايرون - إزاء وسائل الخداع ومظاهر القسوة التي يمارسها الناس نحو بعضهم بعضًا، وهذا الاتجاه هو القوة الرئيسية خلف جميع أشعاره. قرأت من فترة أن المترجم محمد عناني مترجم كتاب الإستشراق لـ إدوارد سعيد «النسخة الثانية», قام بترجمة هذه الملحمة لبايرون.